# グローストラクトーア
グローストラクトーア（ドイツ語: Großtraktor）とは、ヴェルサイユ条約の制限の中でドイツのヴァイマル共和国のために作られた試作戦車である。

## 概要
第一次世界大戦の後、1919年のヴェルサイユ条約により、ドイツ国内での戦車の設計、製造、配備が禁止された。条約第24項は、「軍事利用に転用される可能性のある装甲車両、戦車、または類似の機械を製造した」者に対して、100,000マルクの罰金と6ヶ月以下の懲役を科すことを規定していた。
ドイツは軍備の開発を制限されていたが、密かに各種兵器の開発計画は進められており、そのうち戦車については「トラクター」の名前のもとで秘匿された研究/開発が行われていた。これは軍用装甲車両とそれに搭載する火砲の開発を行うものだった。
ドイツは1922年ソビエト連邦との間に調印したラパッロ条約により、高度な機密の下で1926年から1933年まで秘密裏に共同事業を進めていた。ドイツは英仏の目が届かない場所での実地試験を行える代わりにソビエトに技術情報を提供し、ソビエトは試験場と設備を提供する代わりにドイツの技術情報を得ることができる、というものであった。
実地試験はカザン近郊に設けられていた“カマ戦車兵学校”とのコードネームが命けられた施設で行われており、“カマ(Kama)”とはカザンおよびマルブランド（Malbrandt）の二つの言葉をとって名付けられていた。これは試験場が設けられた地名とドイツ側の試験場所選定に任命された責任者の中佐の名前の頭文字を合わせたものである。この場所はソ連赤軍およびヴァイマル共和国軍のための統合試験場、また戦車訓練場だった。
1925年、イギリスで「A1E1 インディペンデント重戦車」が開発され、それに刺激され、世界各国で同様の多砲塔戦車の開発が行われた。ドイツも例外ではなかった。
1925年5月、ドイツ国防省の、後に陸軍兵器局第6課となる「武器装備検査局第6課（Inspektion für Waffen und Gerät 6）」は、ダイムラー・ベンツ、ラインメタル、クルップに対して、20トン級装甲戦闘車両：秘匿名称「Armeewagen 20（陸軍車輛 20）」の開発を秘密裏に依頼し、1928年3月14日に、「グローストラクトーア（ドイツ語: Großtraktor：重トラクター、もしくは大型トラクターの意）」の秘匿名称が与えられた。
ダイムラー・ベンツの試作車は「グローストラクトーア I」、ラインメタルの試作車は「グローストラクトーア II」、クルップの試作車は「グローストラクトーア III」と呼ばれた。
内、ダイムラー・ベンツの「グローストラクトーア I」は、当初、水陸両用中戦車として計画されたが、後に陸上専用に仕様変更された。
試作車の製作作業は、各社とも1926年頃から始められ、1928年から1930年にかけて、軟鋼製車輛が各2輌ずつ、計6輌完成した。
各社製ともそれぞれ、搭載エンジンやサスペンション方式など、若干の差異はあるが、基本的な仕様や構成は同じである。
戦闘重量15～20 t、全長6～7 m、全幅3 m程で、足周りは小直径の転輪が多数並べられ、乗員は6名で、24口径程の75 mm戦車砲を全周旋回式の主砲塔に搭載し、車体後部に機関銃塔があり、250 hp程のエンジンを搭載している。車体前方の機関銃は、車体前部右側に備えるか、もしくは、主砲塔の同軸機銃である。機関銃は7.92 mm 水冷式重機関銃である。後部機関銃塔と同軸機銃は、銃身が水冷ジャケットに覆われている。
スペック上は重量19 t、エンジン出力250 hpで、路上最大速度が40 km/hとなっているが、18.4 t、250 hpのIV号戦車A型が35 km/hなので、40 km/hという数値は疑わしい（要求仕様の数値と実際の数値を混同している可能性あり）。
グローストラクトーアの試験は1930年代初頭に行われ、1933年にはドイツ本国に返送されて訓練に用いられた。本車の開発と設計、そして実地試験の結果と経験は、続いて開発されたライヒトトラクトーア、そしてI号戦車に連なるナチスドイツの開発した各種の装甲戦闘車両の基礎となる。
グローストラクトーアはナチ党が権力を増して、1935年にドイツが公式に再軍備を始めると、第1装甲師団で短期間運用された後、訓練用としては退役し、1937年には全車が新設された各戦車連隊の駐屯地でモニュメントとして展示された。

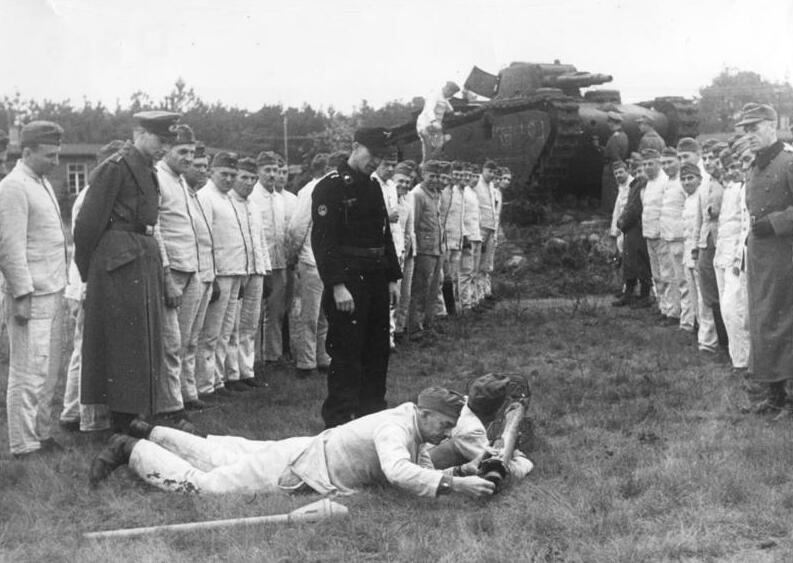
1944年10月、国民突撃隊の隊員による対戦車訓練時の撮影。作業服姿のパンツァーシュレック射手が、奥に停められたラインメタル社製グローストラクトーア試作車に狙いをつけている

## 登場作品
『World of Tanks』
クルップ社製がドイツ中戦車Großtraktor - Kruppとして販売された。